# Tartaruga Negra

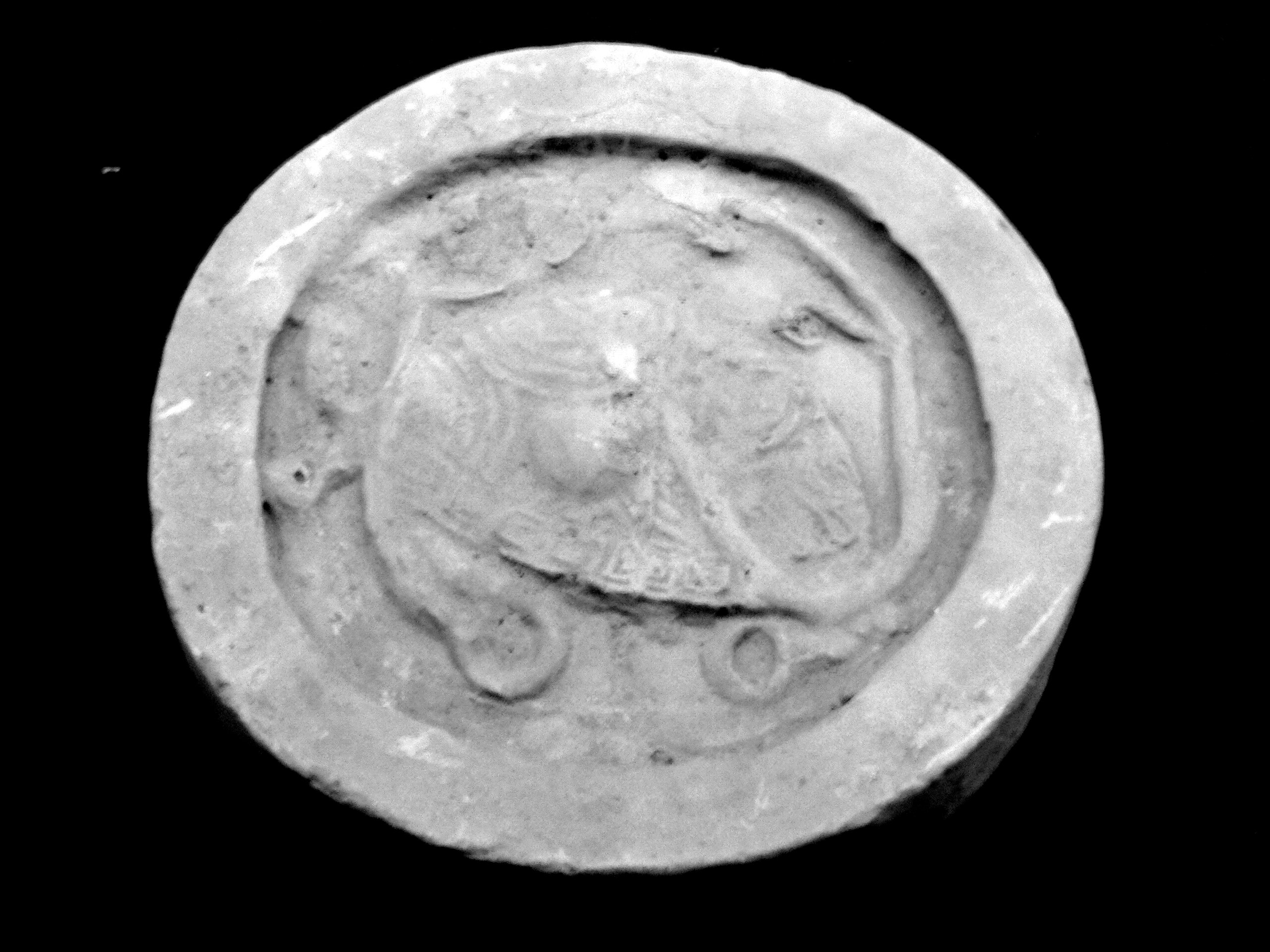
Escultura de Xuánwǔ em peça de beiral

Tartaruga Negra (chinês:  玄武; pinyin: Xuánwǔ) é uma dos quatro símbolos das constelações chinesas.
Apesar de seu nome ocidental, Xuánwǔ geralmente é descrito como uma tartaruga entrelaçada a uma serpente. No leste asiático, não é leva nome de nenhum animal específico, mas é conhecido como o "Guerreiro Negro" sob várias pronúncias locais. Também é conhecido como Hyeonmu em coreano, Genbu em japonês e Huyền Vũ em vietnamita. Representa o norte e a estação do inverno.
Possui sete casas lunares: Copo (斗) • Boi (牛) • Moça (女) • Vazio (虛) • Telhado (危) • Acampamento (室) • Muro (壁).